# Jordi Vera i Arús
Jordi Vera i Arús (Terrassa, 1953), àlies Cuqui, és un polític, ex-conseller municipal de Perpinyà i president del partit Sí al País Català.

## Biografia
Començà la seva activitat política com a activista independentista català. Militant del PSAN i membre del FAC, el 1974 es va exiliar al Rosselló. Militant de Catalunya Lliure. Després d'haver participat com a membre de la direcció de Terra Lliure IV Assemblea junt amb Jaume Renyer com a representant Catalunya Lliure, en converses amb els representants del Govern espanyol a través dels seus delegats designats: Joan Reventós, president del PSC i Martí Jusmet, delegat (Prefecte) del Govern del PSOE a Catalunya, va ser un dels impulsors de les mesures per incorporar l'independentisme armat a la vida democràtica negociades pels partits catalans (PSC, ERC, CIU). Amb Pere Bascompte va protagonitzar el 13 de juliol del 1991 l'anunci de la dissolució de Terra Lliure IV Assemblea (favorable a les tesis del PSAN). Va entrar a ERC partit del qual fou membre del Comitè Executiu i president a la Catalunya del Nord. Es va presentar a les eleccions regionals dels Pirineus Orientals de 1992 i va obtenir l'1,14% dels vots.
El 8 de desembre del 1992 va ser detingut per la Guàrdia Civil junt amb tres altres persones, per ordre de l'Audiència Nacional d'Espanya pel jutge Carlos Bueren. Vera es va acollir a les mesures proposades per l'article 57 bis info davant el jutge Carlos Bueren, defensat per l'advocat Joan Ridao. Com a conseqüència d'aquestes detencions es va produir la declaració voluntària de Xavier Vendrell. La seva situació judicial no va comportar cap resolució, ja que el sumari corresponent a les detencions de suposats membres de Terra Lliure IV Assemblea va ser arxivat i no va tenir repercussions penals.
Arran de divergències polítiques i estratègiques al si d'ERC abandonà aquest partit juntament amb una part de la federació nord-catalana i entrà al Partit per la Independència (PI) d'Àngel Colom i Pilar Rahola. Va propiciar la fundació de la branca nord-catalana d'aquest partit, el Partit per Catalunya. El 1995 fou elegit regidor a Elna per la llista d'oposició d'esquerra i catalanista dirigida pel veterà comunista Nicolàs Garcia (batlle l'Elna entre 2001-2014 i des de 2020).
El 2001 va fundar el partit Bloc Català amb antics militants d'Unitat Catalana i del Partit per Catalunya. El 2001 va ser elegit conseller del municipi de Sançà i només li va faltar un vot per a ser-ne batlle. El 2006 aquest partit es va transformar en Convergència Democràtica de Catalunya/Convergence Démocratique de Catalogne i esdevingué una federació autònoma de CDC, amb Vera com a president. El març del 2008 fou elegit conseller de la vila de Perpinyà, en una llista de coalició «Union avec la Gauche» d'oposició al batlle de centredreta (Joan Pau Alduy UMP) en una unió entre PS, el PCF, el MoDem, els Verds i CDC. Arran de l'anul·lació de les eleccions, el 2009 es tornà a presentar aquesta vegada amb la llista PS oficial i PC (+ CDC) i fou reelegit conseller d'oposició al batlle Joan Pau Alduy.
Del 2007 al 2015 Jordi Vera visqué al barri de Sant Jaume, un barri cèntric de Perpinyà on s'implicà molt per a ajudar la població desafavorida al costat de les entitats culturals i associatives gitanes. El gener del 2013 va ésser reelegit president de la federació nord-catalana amb més del 93% de vots, a la nova direcció de la federació nord-catalana de CDC, en la qual es va incorporar un nombre important de batlles i consellers municipals.
El 2016 va animar la lluita contra la integració del País Català a l'Occitània, va ser l'organitzador la més gran manifestació política catalana feta a Perpinyà: el dia 10 de setembre del 2016 més de 12.000 manifestants van transcórrer els carrers de Perpinyà per demanar una institució pròpia, va ser el Col·lectiu Oui au Pays Catalan creat per Jordi Vera que la va gestionar. Mesos més tard el 15 d'octubre es va crear el Partit Oui au Pays Catalan-OPCat/Sí al País Català.
A la primavera del 2017, OPCat va presentar candidats a les eleccions generals obtenint a aquest tipus d'elecció el resultat més important assolit per una formació catalanista: 3,3 a tot el territori, i Jordi Vera candidat a la 4 circumscripció va tenir 3,91 % dels vots.
El 20 de juny del 2021 a les eleccions departamentals va ser candidat a la presidència de Consell Departamental com a cap de fila de la llista " Le Pays Catalan c'est vous (Seu el País Català)" en les 17 circumscripcions anomenats cantons, la llista amb 68 candidats (34 binomis home-dona i 34 supleents) va assolir 6.014 vots i el 5.01 % dels vots. Al seu cantó va obtenir 579 vots i el 7.07 % dels vots. Aquests resultats són els més alts obtinguts mai pel moviment català d'ençà les primeres candidatures de Gilbert Grau i Salvat, i Miquel Maillol l'any 1973.